# Dicranomyia perpuncticosta
Dicranomyia perpuncticosta är en tvåvingeart som först beskrevs av Alexander 1950.  Dicranomyia perpuncticosta ingår i släktet Dicranomyia och familjen småharkrankar.
Artens utbredningsområde är Peru. Inga underarter finns listade i Catalogue of Life.